# Livio Trapè
Livio Trapè, född 26 maj 1937 i Montefiascone, är en italiensk före detta tävlingscyklist.
Trapè blev olympisk guldmedaljör i lagtempolopp vid sommarspelen 1960 i Rom.